# 新北市政府社會局
新北市政府社會局（簡稱新北市社會局），是新北市政府所屬一級機關。

## 組織架構
- 局長
  - 副局長
    - 秘書

- 人民團體科：社會團體、工商業及自由職業團體、合作社、社區發展協會及社會福利相關基金會等會務輔導事項。
- 社會救助科：弱勢市民生活扶助、醫療補助、急難救助、災害救助、國民年金保險補助、以工代賑、平價住宅管理及居民輔導等事項。
- 身心障礙者福利科：身心障礙者有關之權益維護、福利服務與相關機構之監督及輔導等事項。
- 老人福利科：老人有關之權益維護、福利服務與相關機構之監督及輔導等事項。
- 婦女福利及兒童托育科：婦女有關之權益維護、福利服務、性別平權倡導與相關機構之監督及輔導；育兒津貼、兒童托育業務與相關人員、機構之監督及輔導等事項。
- 兒童及少年福利科：兒童及少年有關之權益維護、福利服務及相關機構之監督與輔導等事項。
- 綜合企劃科：社會福利政策、制度、施政計畫之規劃整合與研究發展、社會福利用地需求評估與開發規劃及社會福利有關基金之管理等事項。
- 社會工作科：社會工作直接服務、遊民輔導庇護、社會工作專業發展、社會工作師管理及志願服務等事項。
- 老人自費安養中心：提供進住中心老人生活照顧、文康活動、健康指導及相關專業服務等事項。
- 資訊室：負責社政資訊系統之規劃、設計、維護及管理等事項。
- 秘書室：文書、檔案、出納、總務、財產之管理，研考業務及不屬於其他各單位事項。
- 會計室：依法辦理歲計、會計及統計事項。
- 人事室：依法辦理人事管理事項。
- 政風室：依法辦理政風相關業務。

## 所屬機構

### 二級機關
- 新北市政府家庭暴力防治中心
- 新北市立八里愛心教養院
- 新北市立仁愛之家

### 社會福利服務中心
- 板橋社會福利服務中心
- 新莊社會福利服務中心
- 三重社會福利服務中心
- 蘆洲社會福利服務中心
- 五股社會福利服務中心
- 泰山社會福利服務中心
- 林口社會福利服務中心
- 板橋社會福利服務中心
- 深坑社會福利服務中心
- 新店社會福利服務中心
- 中和社會福利服務中心
- 永和社會福利服務中心
- 土城社會福利服務中心
- 樹林社會福利服務中心
- 三峽社會福利服務中心
- 鶯歌社會福利服務中心
- 石碇社會福利服務中心
- 坪林社會福利服務中心
- 汐止社會福利服務中心
- 平溪社會福利服務中心
- 雙溪社會福利服務中心
- 貢寮社會福利服務中心
- 瑞芳社會福利服務中心
- 八里社會福利服務中心
- 淡水社會福利服務中心
- 三芝社會福利服務中心
- 石門社會福利服務中心
- 金山社會福利服務中心
- 萬里社會福利服務中心

## 歷任局長
| 1    |
| 2    |
| 3    |
| 4    |
| 5    |
| 6    |
| 7    |
| 8    |
| 9    |
| 10   |
| 11   |
| 12   |
| 13   |
| 14   |
| 15   |
| 代理 |
| 16   |
| 17   |
| 18   |

## 外部連結
- 新北市政府社會局 （页面存档备份，存于）